# Ourse (rivière)
Pour les articles homonymes, voir Ourse.
L'Ourse, ou Ourse de Ferrère, est une rivière française des Pyrénées, affluent de la Garonne.
Sa vallée se nomme la Barousse.

## Géographie

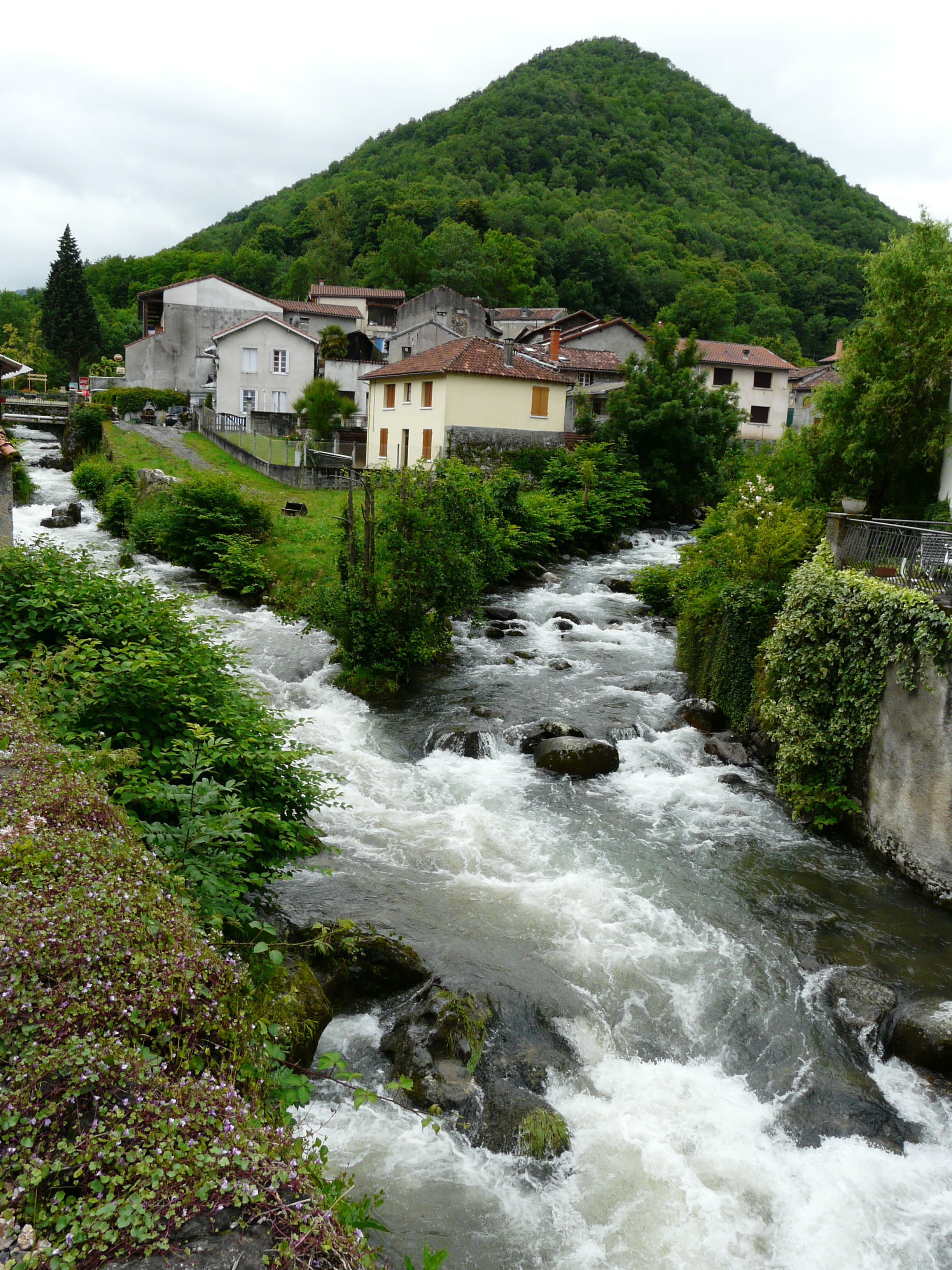
À Mauléon, Barousse, l'Ourse de Sost (à gauche) s'unit à l'Ourse de Ferrère pour former l'Ourse.

L'Ourse est une rivière du département des Hautes-Pyrénées dont la vallée s'appelle la Barousse.
Selon le Sandre, sa branche-mère est le ruisseau de Seuès qui prend sa source vers 1770 mètres d'altitude, au nord-nord-est du lac de Crouès, sur la commune de Ferrère, au nord-ouest du Luchonnais.
Après quelques kilomètres, il reçoit en rive gauche le ruisseau de Salabe et prend le nom d'Ourse de Ferrère. Celle-ci conflue avec l'Ourse de Sost à Mauléon-Barousse. Le cours d'eau formé porte alors le nom d'Ourse.
Elle se jette dans la Garonne en rive gauche à 441 mètres d'altitude, sur la commune de Loures-Barousse.
L'ensemble « Ruisseau de Seuès-Ourse de Ferrère-Ourse » est long de 25,4 km, pour un bassin versant qui s'étend sur 139 km2.

### Communes et département traversés
L'Ourse arrose treize communes des Hautes-Pyrénées, soit d'amont vers l'aval : Ferrère, Ourde, Mauléon-Barousse, Troubat, Bramevaque, Gembrie, Antichan, Créchets, Anla, Aveux, Sarp, Izaourt, et Loures-Barousse.

## Affluents
Elle possède vingt affluents répertoriés par le Sandre, dont deux dépassent les cinq kilomètres de longueur :
- (G) le ruisseau de Salabe, 6 km[5],
- (D)  l'Ourse de Sost, 12,4 km[6].

(D) rive droite ; (G) rive gauche.

## Galerie d'images

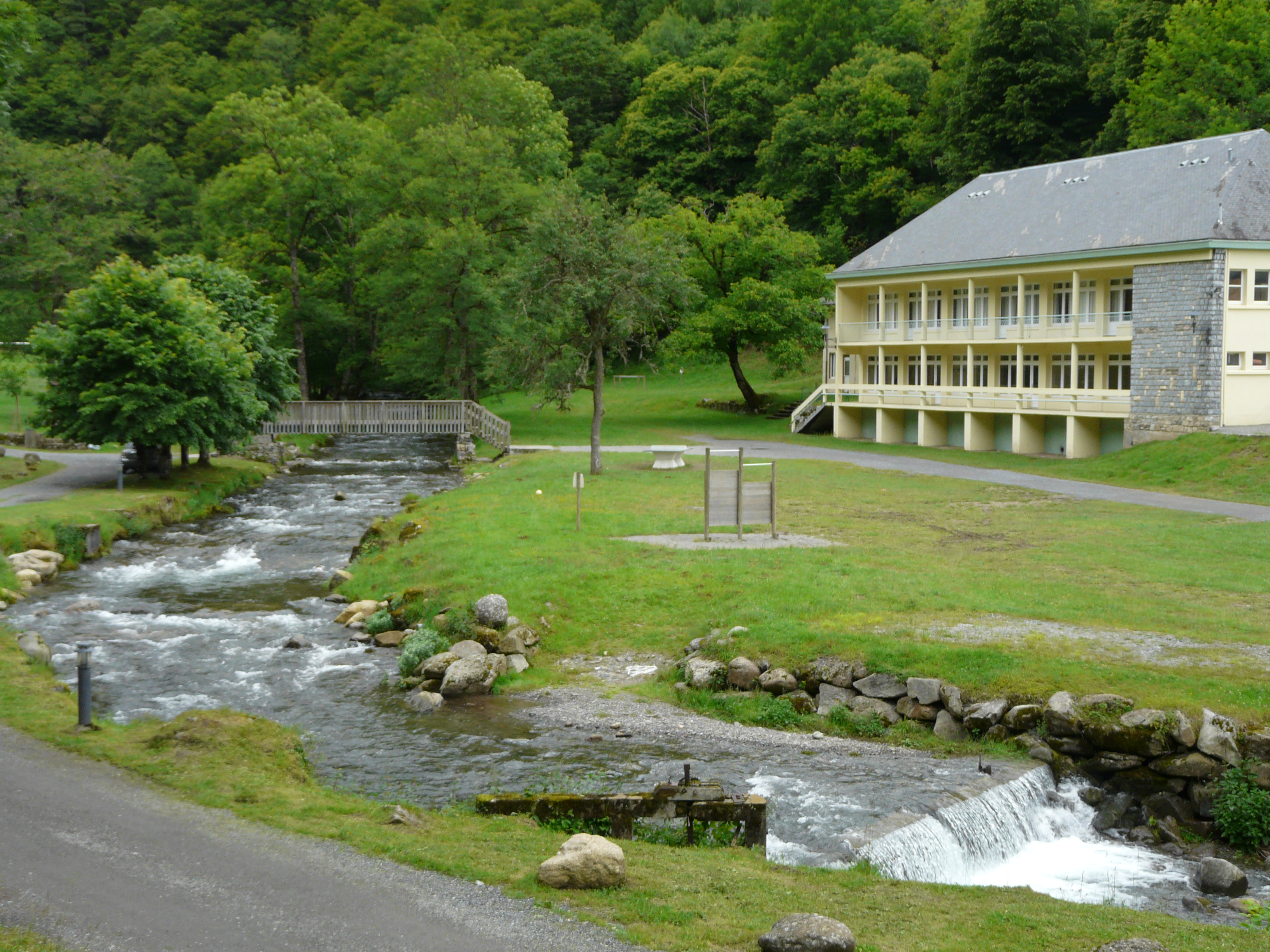
L'Ourse de Ferrère aux chalets de Saint-Nérée, à Ferrère.
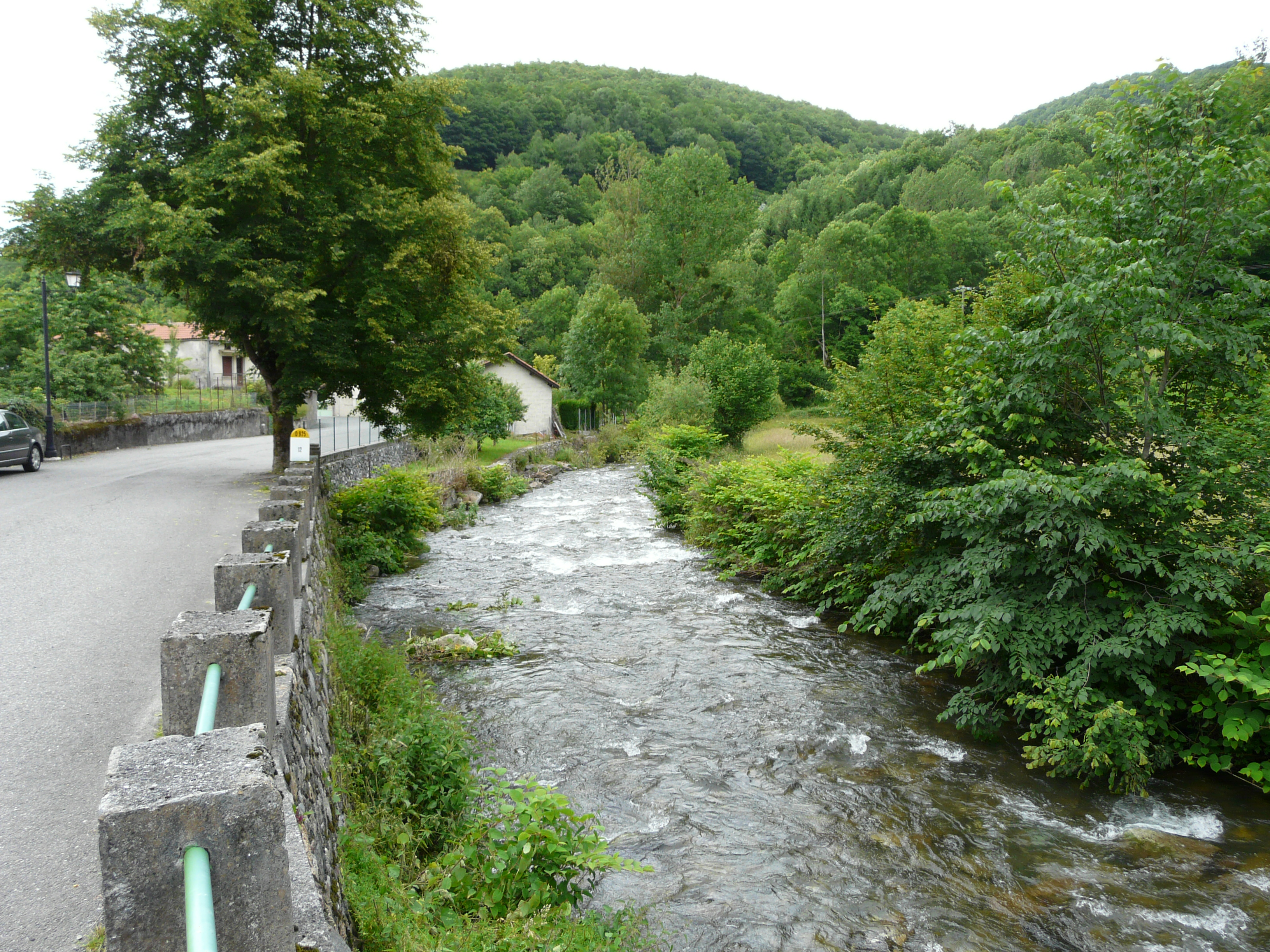
L'Ourse de Ferrère en amont du village de Ferrère.
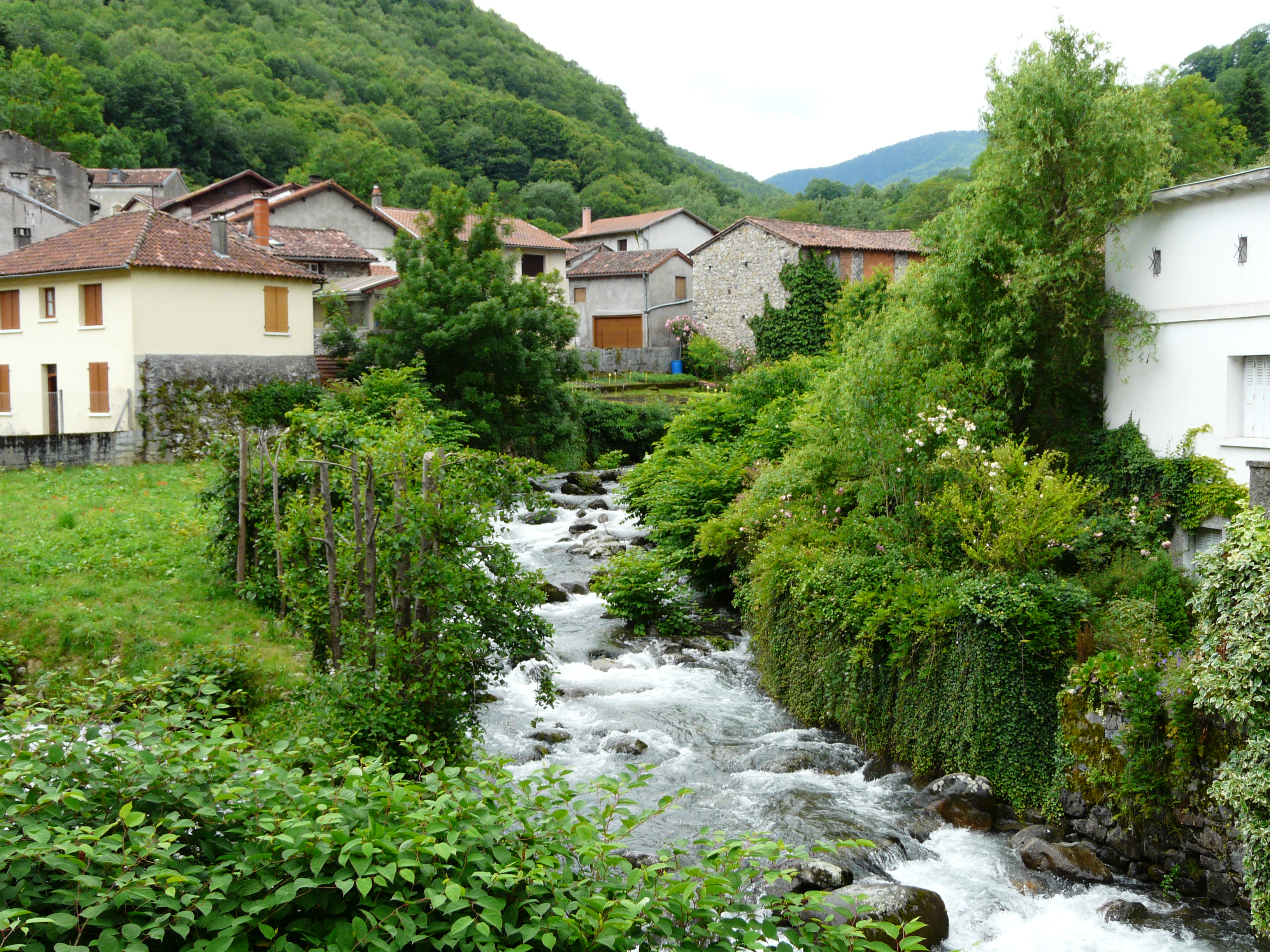
L'Ourse de Ferrère à Mauléon-Barousse.
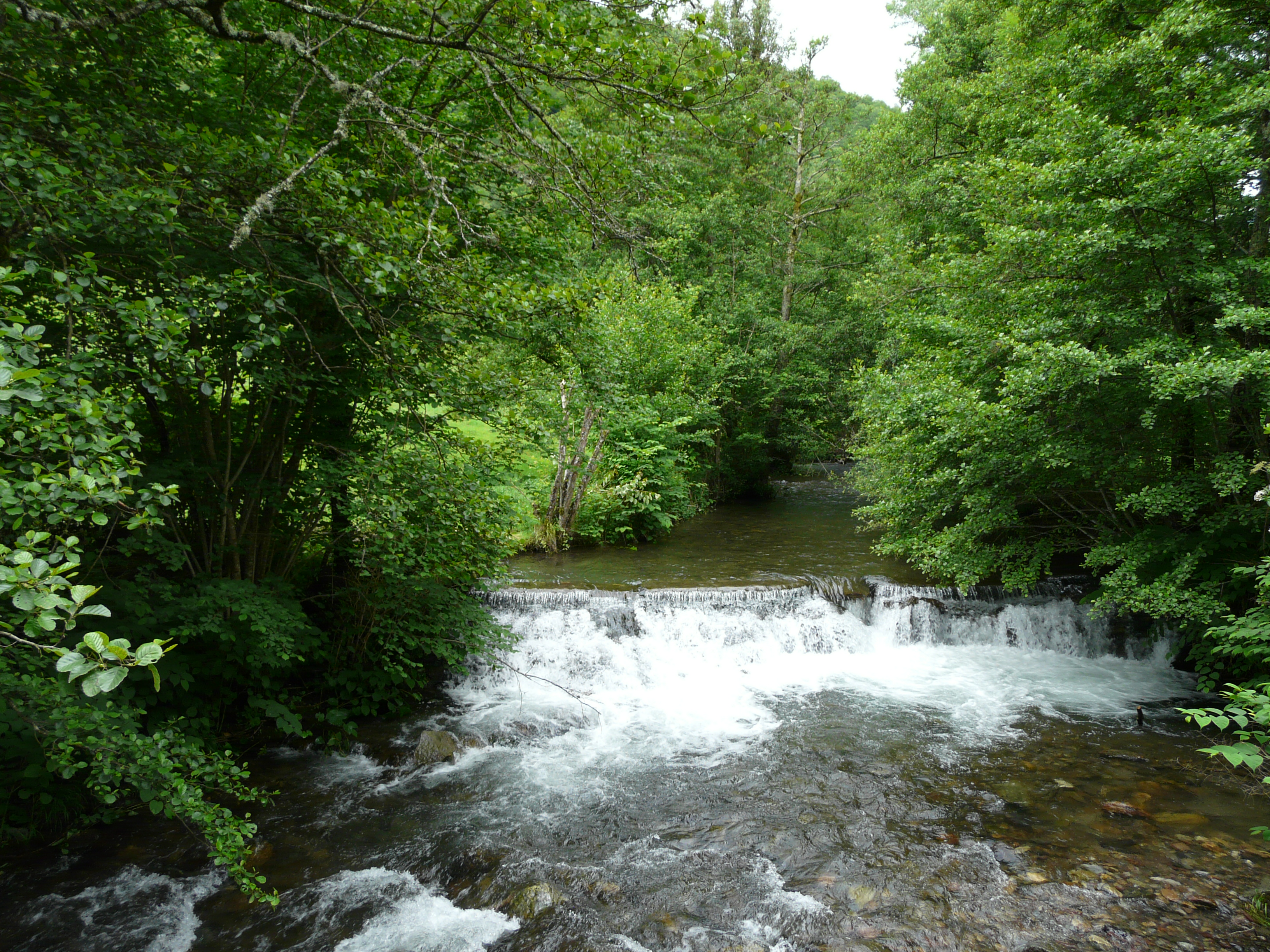
L'Ourse à Ourde.
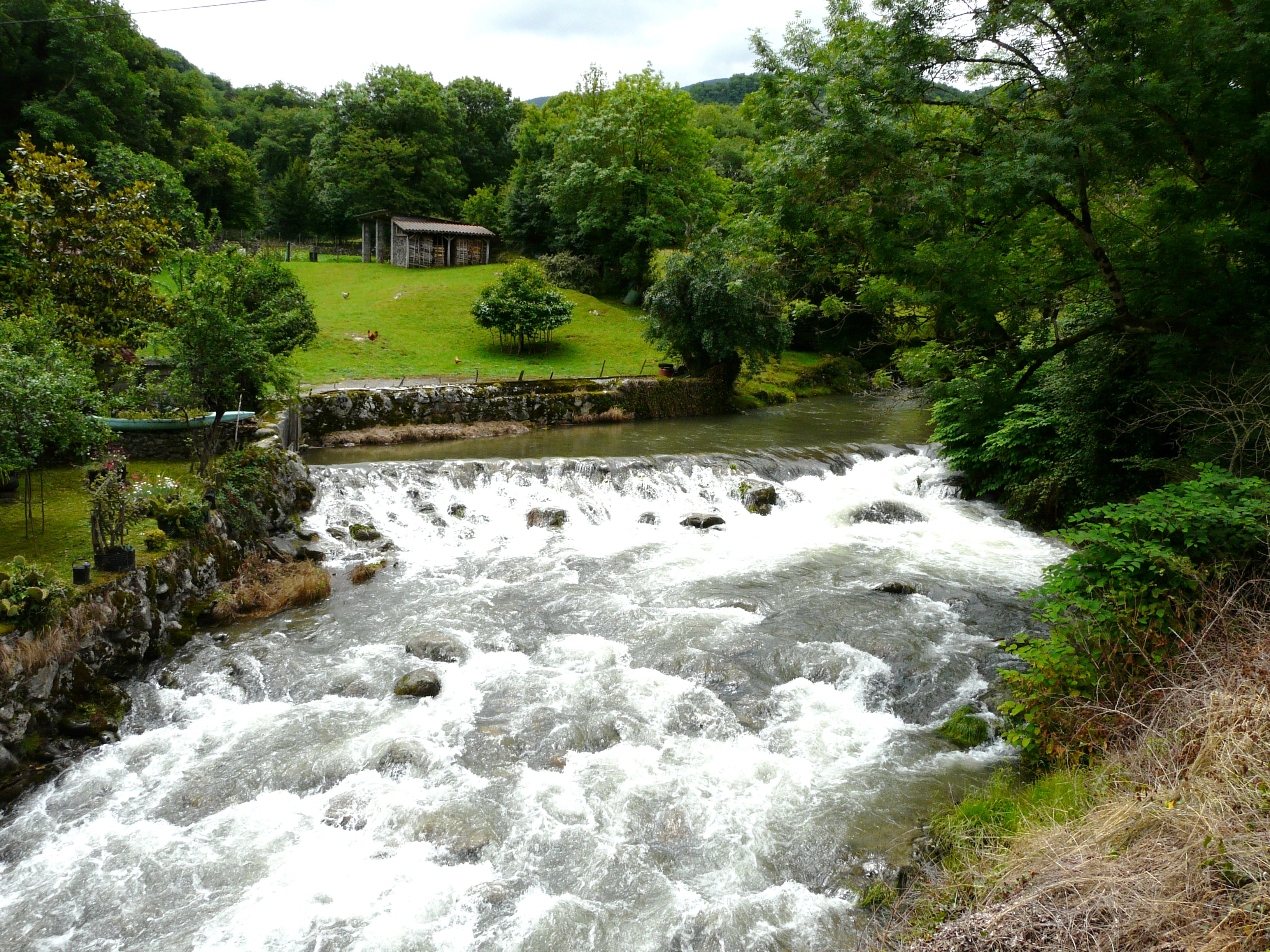
L'Ourse à Bramevaque.